# Funkcionalizam
Funkcionalizam je filozofski pravac koji se pojavio u 19. st. u Europi. Također je poznat kao prosvjećeni biheviorizam. Funkcionalizam je razumijevanje mentalnog života koje se sastoji u razumijevanju njegovog funkcionalnog ustrojstva. Ono što je bitno za neko mentalno stanje i ono što ga definira jesu funkcije koje ono ima u funkcioniranju organizma kao cjeline tj. uzročne veze koje ono ima s vanjskim podražajima koji do njega dovode, ali i s drugim mentalnim stanjima i tjelesnim ponašanjima organizma od kojega ono dovodi.
Predmet proučavanja jesu i unutrašnji psihološki mehanizmi koji za biheviorizam predstavljaju irelevantni ili čak nepostojeći sadržaj crne kutije.

## Najutjecajniji predstavnik
Francuski sociolog Emile Durkheim.

## Razvitak teorije
Teoriju su razvili američki sociolozi 20. st. (Herbert Spencer, Talcott Parsons i Robert Merton) i ona je postala dominantna teorijska perspektiva sociologije tijekom '40. i '50. godina naročito u SAD-u. Od '60 nadalje njezina popularnost opada – zbog kritika kao i zbog konkurentnih perspektiva za koje se čini da daju bolja objašnjenja i djelomice i zbog promjena u modi. 

## Ključne postavke
Razni dijelovi društva se shvaćaju kao međusobno povezani i uzeti zajedno oni oblikuju cjelovit sustav. 

### Funkcionalistička teorija
Funkcionalistička teorija započinje opažanjem da je ponašanje u društvu strukturirano. Odnosi između članova društva organizirani su pomoću nekih pravila. Društveni odnosi stoga imaju obrasce i ponavljaju se. Vrijednosti daju opće naputke za ponašanje, specifične upute se prevode pomoću uloga i normi.
Iz funkcionalističke perspektive društvo je sustav načinjen od međusobno povezanih dijelova. Društveni sustav ima određene temeljne potrebe koje se moraju zadovoljiti ako želi opstati → funkcionalne preduvjete. Budući da je društvo sustav mora postojati izvjesni stupanj integracije njegovih dijelova. Minimalni stupanj integracije je funkcionalni preduvjet društva. Napredak društva se postiže održavanjem reda. Red i stabilnost uvelike su omogućeni vrijednosnim koncenzusom, a istraživanje njegovih izvora glavna su briga funkcionalističke analize...